# 默基特希臘禮天主教泰爾總教區
默基特希臘禮天主教泰爾總教區（拉丁語：Archidioecesis Tyrensis Graecorum Melkitarum）是黎巴嫩一個東儀天主教總教區（默基特希臘禮）。
泰爾就是聖經時代的提洛，默基特禮教會在羅馬時期就出現。十字軍時期也曾經建立過拉丁禮教區。1683年隨宗主教與羅馬合一。
總教區位於南部省泰爾縣。2010年有十三名司鐸、十二個堂區、3,100名教友。現任教區總主教為彌額爾·艾布拉斯。